# Djurgårdens IF herrfotboll 1998
Djurgårdens IF Fotboll, säsongen 1998. Deltog i följande mästerskap: Division 1 Norra och Svenska cupen.
Säsongen inleddes lite knackigt men till slut vann laget Division 1 Norra och blev därmed uppflyttade till Allsvenskan 1999. I maj hade de tagit sig hela vägen till semifinal i Svenska cupen men allsvenska Helsingborg blev för svåra trots hemmaplan. Det blev ingen repris på cupäventyret säsongen efter då de förlorade och åkte ur direkt med 0–4 borta mot division 2-laget Värtans IK i cupens första omgång. Veckan efter blev Värtans back Peter Hallström klar för Djurgården och efter det släppte laget knappt in ett mål. Seriesegern säkrades i omgång 24.

## Truppen

### Ledare
| Nat     | Tränare           | Position             | Född       | I DIF sedan | Kontrakt till | Kom från      |
| ------- | ----------------- | -------------------- | ---------- | ----------- | ------------- | ------------- |
| Sverige | Michael Andersson | Huvudtränare         | 1959-08-24 | 1998        | 1999-12-31    | Spårvägens IF |
| Sverige | Peter Grim        | Assisterande tränare | 1958-03-26 | 1998        | 1998-12-31    | Spårvägens IF |

### Spelare
| Nr | Nat     | Spelare                            | Position    | Född       | Längd  | Vikt  | I DIF sedan           | Kontrakt till | Kom från                | Moderklubb              | Matcher | Mål |
| -- | ------- | ---------------------------------- | ----------- | ---------- | ------ | ----- | --------------------- | ------------- | ----------------------- | ----------------------- | ------- | --- |
| 1  | Sverige | Magnus Lindblad                    | Målvakt     | 1972-09-12 | 189 cm | 84 kg | 1996                  | 1998-12-31    | Djurgårdens IF Juniorer | IK Frej                 | 22      | 0   |
| 15 | Sverige | Martin Lossman                     | Målvakt     | 1971-08-29 | 187 cm | 90 kg | 1998                  | 1999-12-31    | Hammarby IF FF          | Högdalens AIS           | 12      | 0   |
| 2  | Sverige | Carlos Banda                       | Back        | 1977-08-23 | 182 cm | 78 kg | 1996                  | 1998-12-31    | Djurgårdens IF Juniorer | IFK Österåker           | 21      | 0   |
| 3  | Sverige | Mikael Dorsin                      | Back        | 1981-10-06 | 182 cm | 78 kg | 1998                  |               | Djurgårdens IF Juniorer | IFK Lidingö FK          | 1       | 0   |
| 4  | Sverige | Magnus Olsson (utlånad våren 1998) | Back        | 1978-04-24 | 184 cm | 86 kg | 1997                  |               | Djurgårdens IF Juniorer | Djurgårdens IF Juniorer | 1       | 0   |
| 5  | Sverige | Stefan Alvén                       | Back        | 1968-12-12 | 182 cm | 80 kg | 1995                  | 1999-12-31    | Malmö FF                | Asmundtorps IF          | 97      | 2   |
| 11 | Sverige | Pierre Gallo                       | Back        | 1975-01-24 | 180 cm | 81 kg | 1998                  | 2000-12-31    | AIK FF                  | Norsborgs IF            | 22      | 5   |
| 14 | Sverige | Peter Langemar                     | Back        | 1974-02-04 | 189 cm | 90 kg | 1993                  | 1998-12-31    | Djurgårdens IF U19      | Djurgårdens IF          | 55      | 6   |
| 16 | Sverige | Patricio Cisternas                 | Back        | 1969-04-25 | 182 cm | 79 kg | 1998                  | 1999-12-31    | Assyriska FF            | Assyriska FF            | 24      | 0   |
| 17 | Sverige | Jon Persson                        | Back        | 1976-05-31 | 179 cm | 73 kg | 1997                  | 1998-12-31    | IK Brage                | Bullermyrens IK         | 51      | 5   |
| 18 | Sverige | Peter Hallström                    | Back        | 1971-07-29 | 190 cm | 85 kg | 1998*                 | 1998-12-31    | IK Värtan               | IF Brommapojkarna       | 11      | 0   |
| 6  | Sverige | Michael Borgqvist                  | Mittfältare | 1967-12-17 | 178 cm | 77 kg | 1997                  | 1999-12-31    | AIK FF                  | Spårvägens FF           | 50      | 4   |
| 7  | Sverige | Fred Persson                       | Mittfältare | 1973-08-22 | 177 cm | 75 kg | 1992                  |               | Djurgårdens IF Juniorer | Bro IK                  | 92      | 5   |
| 8  | Sverige | Zoran Stojcevski                   | Mittfältare | 1971-03-04 | 188 cm | 90 kg | 1994                  | 1998-12-31    | IFK Göteborg            | IFK Göteborg            | 89      | 17  |
| 10 | Sverige | Christer Bergqvist                 | Mittfältare | 1973-02-26 | 182 cm | 78 kg | 1997                  | 1999-12-31    | GIF Sundsvall           | IFK Härnösand           | 25      | 1   |
| 12 | Sverige | Markus Karlsson                    | Mittfältare | 1972-08-30 | 184 cm | 79 kg | 1996                  |               | Rimbo IF                | BKV Norrtälje           | 52      | 3   |
| 19 | Sverige | Sharbel Touma                      | Mittfältare | 1979-03-25 | 177 cm | 69 kg | 1995                  |               | Djurgårdens IF Juniorer | Motala AIF              | 22      | 1   |
| 22 | Sverige | Daniel Martinez                    | Mittfältare | 1973-01-09 | 174 cm | Okänt | 1998* (och 1992–1995) | 1998-12-31    | Guadix CF               | Djurgårdens IF          | 51      | 7   |
| 9  | Sverige | Fredrik Dahlström                  | Anfallare   | 1971-11-01 | 183 cm | 80 kg | 1996                  |               | Malmö FF                | Höllvikens GIF          | 71      | 36  |
| 13 | Sverige | Christian Gröning                  | Anfallare   | 1978-08-14 | 186 cm | 80 kg | 1995                  |               | Djurgårdens IF          | Djurgårdens IF          | 0       | 0   |
| 20 | Sverige | Daniel Nannskog                    | Anfallare   | 1974-05-22 | 180 cm | 75 kg | 1997                  | 1999-12-31    | Malmö FF                | Högaborgs BK            | 46      | 18  |
| 21 | Sverige | Lucas Nilsson                      | Anfallare   | 1973-07-16 | 173 cm | 73 kg | 1996                  | 1998-12-31    | Gnesta FF               | Björnlunda IF           | 30      | 11  |
| ?  | Sverige | Daniel Ritter (utlånad)            | Okänt       | 1979-05-13 | Okänt  | Okänt | Okänt                 |               | Djurgårdens IF Juniorer | Djurgårdens IF Juniorer | 0       | 0   |

## Division 1 Norra
| Omgång | Datum        | Motståndare   | H/B | Resultat | Målskyttar                                                               | Varningar                            | Domare             | Publik | Arena              | Position |
| ------ | ------------ | ------------- | --- | -------- | ------------------------------------------------------------------------ | ------------------------------------ | ------------------ | ------ | ------------------ | -------- |
| 1      | 26 april     | Ludvika FK    | H   | 1–0      | Nannskog 67'                                                             |                                      | Sven Holgersson    | 3 133  | Stockholms Stadion | 2        |
| 2      | 3 maj        | Umeå FC       | B   | 1–2      | Nilsson 31'                                                              |                                      |                    | 4 048  | Sandåkerns IP      | 6        |
| 3      | 10 maj       | GIF Sundsvall | H   | 2–0      | Dahlström 15', Touma 79'                                                 | Karlsson, Borgqvist, Dahlström       |                    | 1 453  | Stockholms Stadion | 4        |
| 4      | 20 maj       | Nacka FF      | B   | 2–3      | Nilsson (2) 15', 54'                                                     | Borgqvist, Gröning                   |                    | 1 505  | Nacka IP           | 7        |
| 5      | 24 maj       | Spårvägens FF | H   | 2–2      | Gallo (straff) 42', Nilsson 78'                                          | Banda, Borgqvist, Gallo              |                    | 1 520  | Stockholms Stadion | 6        |
| 6      | 27 maj       | Västerås SK   | B   | 2–1      | Gallo 38', Nilsson 40'                                                   | F. Persson, Touma, Gallo (rött kort) | Peter Höglund      | 1 525  | Arosvallen         | 3        |
| 7      | 1 juni       | IFK Luleå     | H   | 2–1      | Dahlström 60', Borgqvist 82'                                             |                                      | Christer Fällström | 1 221  | Stockholms Stadion | 3        |
| 8      | 7 juni       | Degerfors IF  | B   | 3–2      | Nilsson 45', Dahlström 61', Langemar 75'                                 | Borgqvist, Langemar, Nilsson         |                    | 4 310  | Stora Valla        | 2        |
| 9      | 13 juni      | IK Brage      | H   | 1–3      | Touma 84'                                                                | Borgqvist, Gallo                     |                    | 1 522  | Stockholms Stadion | 5        |
| 10     | 17 juni      | IK Sirius     | B   | 2–4      | Dahlström 79', Gallo 86'                                                 | J. Persson, F. Persson, Nilsson      | Sven Holgersson    | 788    | Studenternas IP    | 5        |
| 11     | 21 juni      | Gefle IF      | H   | 2–1      | Nannskog 10', Dahlström 76'                                              |                                      |                    | 807    | Stockholms Stadion | 4        |
| 12     | 28 juni      | Assyriska FF  | B   | 3–1      | Dahlström (2) 12', 85', Nannskog 90+2'                                   | Alvén, F. Persson, Nannskog          |                    | 1 810  | Bårsta IP          | 4        |
| 13     | 21 juli      | Piteå IF      | H   | 3–1      | Nilsson (2) 30', 48', J. Persson 44'                                     | Dahlström                            |                    | 2 216  | Stockholms Stadion | 1        |
| 14     | 2 augusti    | Assyriska FF  | H   | 2–0      | F. Persson 61', J. Persson 85'                                           | F. Persson, Martinez, Cisternas      | Tomas Enegren      | 2 984  | Stockholms Stadion | 1        |
| 15     | 9 augusti    | Gefle IF      | B   | 0–0      |                                                                          | Nilsson                              |                    | 2 360  | Strömvallen        | 1        |
| 16     | 18 augusti   | IK Sirius     | H   | 2–0      | Dahlström 15', Martinez 90'                                              | Martinez                             | Andreas Kovacs     | 2 706  | Stockholms Stadion | 1        |
| 17     | 23 augusti   | IK Brage      | B   | 3–0      | Dahlström 28', Nannskog (2) 53', 67'                                     |                                      |                    | 3 003  | Domnarvsvallen     | 1        |
| 18     | 30 augusti   | Piteå IF      | B   | 1–0      | Dahlström 90'                                                            | Dahlström, Karlsson                  |                    | 1 043  | Kvarnvallen        | 1        |
| 19     | 9 september  | Degerfors IF  | H   | 5–0      | Nilsson (2) 62', 70', Karlsson 35', Nannskog 42', Gallo 57'              |                                      | Leif Sundell       | 5 538  | Stockholms Stadion | 1        |
| 20     | 13 september | IFK Luleå     | B   | 0–3      |                                                                          |                                      |                    | 1 015  | Skogsvallen        | 1        |
| 21     | 21 september | Västerås SK   | H   | 1–0      | Karlsson 56'                                                             | Hallström, Karlsson                  | Miro Ukalovic      | 5 550  | Stockholms Stadion | 1        |
| 22     | 27 september | Spårvägens FF | B   | 2–0      | Nannskog 64' Dahlström 89                                                | Alvén                                |                    | 2 122  | Kristinebergs IP   | 1        |
| 23     | 4 oktober    | Umeå FC       | H   | 0–0      |                                                                          | Alvén, Borgqvist, Martinez           | Christer Fällström | 6 293  | Stockholms Stadion | 1        |
| 24     | 11 oktober   | Ludvika FK    | B   | 2–0      | Gröning 67', Gallo 86' (straff)                                          | J. Persson                           |                    | 3 014  | Hillängens IP      | 1        |
| 25     | 18 oktober   | Nacka FF      | H   | 7–2      | Dahlström (4) 28', 31', 50', 55', Nilsson 13', Gröning 60', Nannskog 89' | Borgqvist, Alvén                     |                    | 1 718  | Stockholms Stadion | 1        |
| 26     | 25 oktober   | GIF Sundsvall | B   | 2–4      | Nilsson 11', Borgqvist 54'                                               |                                      |                    | 550    | Westhagens IP      | 1        |

## Svenska cupen

### 1997/1998
| Omgång         | Datum             | Motståndare                       | H/B | Resultat | Målskyttar                                                           | Domare         | Publik | Arena              |
| -------------- | ----------------- | --------------------------------- | --- | -------- | -------------------------------------------------------------------- | -------------- | ------ | ------------------ |
| 1              | 27 juli 1997      | Arnäs IF (division 4)             | B   | 8–2      | Andersson (2), Dahlström (2), Alvén, Touma, K. Bergqvist, J. Persson |                | 600    | Okänt              |
| 2              | 28 augusti 1997   | Täfteå IK (division 3)            | B   | 2–0      | Andersson 50', Nilsson 55'                                           |                | 490    | Täfteborg          |
| 3              | 17 september 1997 | Gestrike-Hammarby IF (division 3) | B   | 5–2      | Nannskog (2), Eskelinen (2), Stojcevski                              |                | 520    | Okänt              |
| 16-delsfinal   | 29 mars 1998      | Väsby IK (division 2)             | B   | 6–1      | Langemar (2), Borgqvist, Stojcevski, Nilsson, F. Persson             |                | 430    | Stadshagens IP     |
| Åttondelsfinal | 20 april 1998     | Västerås SK (division 1)          | B   | 1–0      | Nannskog                                                             |                | 921    | Arosvallen         |
| Kvartsfinal    | 29 april 1998     | IFK Luleå (division 1)            | H   | 6–0      | Nilsson (2), J. Persson (2), Karlsson, Nannskog                      | Pekka Heinonen | 1 550  | Stockholms Stadion |
| Semifinal      | 7 maj 1998        | Helsingborgs IF (Allsvenskan)     | H   | 0–2      |                                                                      | Morgan Norman  | 2 871  | Stockholms Stadion |

### 1998/1999
| Omgång | Datum        | Motståndare | H/B | Resultat | Målskyttar | Publik | Arena          |
| ------ | ------------ | ----------- | --- | -------- | ---------- | ------ | -------------- |
| 1      | 26 juli 1998 | Värtans IK  | B   | 0–4      |            | Okänt  | Hjorthagens IP |

## Träningsmatcher
| Notering               | Datum       | Motståndare      | H/B | Resultat | Målskyttar                                                | Publik | Arena          |
| ---------------------- | ----------- | ---------------- | --- | -------- | --------------------------------------------------------- | ------ | -------------- |
| Inomhus-SM Five-a-side | 18 januari  | Kiruna FF        | B   | 4–2      | Okänt                                                     | Okänt  | Umeå           |
| Inomhus-SM Five-a-side | 18 januari  | Arnäs IF         | B   | 6–4      | Okänt                                                     | Okänt  | Umeå           |
| Inomhus-SM Five-a-side | 18 januari  | GIF Sundsvall    | B   | 6–5      | Okänt                                                     | Okänt  | Umeå           |
| Inomhus-SM Five-a-side | 18 januari  | Umeå FC          | B   | 3–4      | Okänt                                                     | Okänt  | Umeå           |
| Träningsmatch          | 14 februari | Spårvägens FF    | H   | 2–2      | Langemar (2)                                              | Okänt  | Stadshagens IP |
| Träningsmatch          | 21 februari | IFK Norrköping   | B   | 2–1      | Borgqvist, Nannskog                                       | Okänt  | Okänt          |
| Träningsmatch          | 28 februari | Örebro SK        | B   | 1–3      | Langemar                                                  | Okänt  | Okänt          |
| Stockholm Cup          | 5 mars      | IFK Stockholm    | B   | 1–2      | Nilsson 15'                                               | Okänt  | Vårbergs IP    |
| Träningsmatch          | 7 mars      | GIF Sundsvall    | H   | 1–0      | Gallo (straff)                                            | Okänt  | Stadshagens IP |
| Träningsmatch          | 14 mars     | IK Brage         | H   | 3–0      | Nannskog (2), Stojcevski                                  | Okänt  | Stadshagens IP |
| Träningsmatch          | 24 mars     | U.S.C Paredes    | B   | 2–2      | Langemar, Gröning                                         | Okänt  | Portugal       |
| Träningsmatch          | 8 april     | IFK Eskilstuna   | B   | 2–0      | Nannskog, Langemar                                        | Okänt  | Kvicksund      |
| Träningsmatch          | 13 april    | IFK Västerås     | B   | 8–0      | Gröning (4), Gallo, Nannskog, Dahlström, Bergqvist        | Okänt  | Okänt          |
| Träningsmatch          | 14 juli     | Roslagsalliansen | H   | 8–1      | Gröning (2), Nilsson (2), Dahlström (2), Gallo, Nannskog. | Okänt  | Rådmansö       |
| Träningsmatch          | 17 juli     | Ayr United FC    | H   | 4–0      | Nilsson (2), Dahlström, Nannskog                          | Okänt  | Kaknäs         |

## Statistik
Avser Division 1 Norra:
| Spelare            | Matcher | Mål | Assist | Poäng | Varningar | Utvisningar | Skott på mål | Skott utanför |
| ------------------ | ------- | --- | ------ | ----- | --------- | ----------- | ------------ | ------------- |
| Fredrik Dahlström  | 25      | 16  | 4      | 20    | 3         | 0           | 18           | 21            |
| Lucas Nilsson      | 23      | 11  | 11     | 22    | 3         | 0           | 19           | 22            |
| Daniel Nannskog    | 21      | 8   | 4      | 12    | 1         | 0           | 9            | 14            |
| Pierre Gallo       | 21      | 5   | 2      | 7     | 2         | 1           | 12           | 14            |
| Jon Persson        | 25      | 2   | 2      | 4     | 3         | 0           | 8            | 14            |
| Markus Karlsson    | 17      | 2   | 1      | 3     | 3         | 0           | 10           | 17            |
| Michael Borgqvist  | 23      | 2   | 1      | 3     | 8         | 0           | 9            | 11            |
| Christian Gröning  | 14      | 2   | 0      | 2     | 0         | 0           | 5            | 5             |
| Sharbel Touma      | 16      | 2   | 0      | 2     | 1         | 0           | 1            | 9             |
| Daniel Martinez    | 14      | 1   | 4      | 5     | 3         | 0           | 3            | 8             |
| Fred Persson       | 19      | 1   | 1      | 2     | 4         | 0           | 5            | 11            |
| Peter Langemar     | 9       | 1   | 0      | 1     | 1         | 0           | 3            | 4             |
| Zoran Stojcevski   | 3       | 0   | 2      | 2     | 0         | 0           | 0            | 0             |
| Stefan Alvén       | 25      | 0   | 0      | 0     | 4         | 0           | 4            | 1             |
| Patricio Cisternas | 24      | 0   | 0      | 0     | 1         | 0           | 2            | 4             |
| Magnus Lindblad    | 18      | 0   | 0      | 0     | 0         | 0           | 0            | 0             |
| Carlos Banda       | 13      | 0   | 0      | 0     | 1         | 0           | 0            | 3             |
| Martin Lossman     | 12      | 0   | 0      | 0     | 0         | 0           | 0            | 0             |
| Peter Hallström    | 11      | 0   | 0      | 0     | 1         | 0           | 1            | 1             |
| Christer Bergqvist | 10      | 0   | 0      | 0     | 0         | 0           | 5            | 2             |
| Martin Lossman     | 8       | 0   | 0      | 0     | 0         | 0           | 0            | 0             |
| Mikael Dorsin      | 1       | 0   | 0      | 0     | 0         | 0           | 1            | 0             |
| Magnus Olsson      | 1       | 0   | 0      | 0     | 0         | 0           | 0            | 0             |

## Klubbinformation

### Spelartröjor
- Tillverkare: Adidas
- Huvudsponsor: Ingen
- Hemmatröja: Blårandig
- Bortatröja: Röd
- Spelarnamn: Nej
- Övrigt:

### Årsmötet 1998
- Datum: 16 februari 1998 (kallelse)
- Plats: GIH (Idrottshögskolan)
- Deltagare: "ett hundratal" medlemmar

Styrelsen för Djurgårdens IF Fotbollsförening ("DIF FF") valdes enligt följande:
- Ordförande: Bo Lundquist (ny)
- Ledamöter: Pelle Kotchack, Göran Aral, Lars Erbom, Dan Svanell.
- Styrelsesuppleanter: Bo "Super-Bo" Andersson, Anders Beck-Friis.

Årets spelare 1997: Peter Langemar
Källa: DIFs egen rapport från årsmötet

### Övrig information
- Ordförande: Bo Lundquist (sedan 16 februari 1998)
- Styreleledamoter: Per Kotchack, Göran Aral, Lars Erbom, Dan Svanell. Suppleanter: Bosse Andersson, emaremar.

## Truppförändringar
Efter säsongen 1997 och inför/under säsongen 1998:

### Spelare/tränare in
| Datum            | Nr | Namn               | Från                    | Position             | Kommentar                                                    | Länk   |
| ---------------- | -- | ------------------ | ----------------------- | -------------------- | ------------------------------------------------------------ | ------ |
| 19 november 1997 |    | Michael Andersson  | Spårvägens FF           | Tränare              | 2-årskontrakt (tom 31 december 1999)                         | dif.se |
| 2 december 1997  | 20 | Daniel Nannskog    | Malmö FF                | Anfallare            | 2-årskontrakt (tom 31 december 1999), var utlånad 1997.      | dif.se |
| 18 december 1997 | 15 | Martin Lossman     | Hammarby IF FF          | Målvakt              | 2-årskontrakt (tom 31 december 1999)                         | dif.se |
| Inför säsongen   | 3  | Mikael Dorsin      | Djurgårdens IF Juniorer | Back                 | Flyttas upp från juniorlaget                                 |        |
| 7 januari 1998   |    | Peter Grim         | Spårvägens FF           | Assisterande tränare | 1-årskontrakt (tom 31 december 1998)                         | dif.se |
| 7 januari 1998   | 16 | Patricio Cisternas | Assyriska FF            | Back                 | 2-årskontrakt (tom 31 december 1999)                         | dif.se |
| 7 februari 1998  | ?  | Daniel Ritter      | Djurgårdens IF Juniorer |                      | Får A-lagskontrakt men utlånad till FC Café Opera under året | dif.se |
| 7 februari 1998  | ?  | Magnus Olsson      | Djurgårdens IF Juniorer | Back                 | Får A-lagskontrakt men utlånad Enskede IK under våren        | dif.se |
| 13 februari 1998 | 11 | Pierre Gallo       | AIK FF                  | Back                 | 3-årskontrakt (tom 31 december 1999)                         | dif.se |
| 6 juni 1998      | 22 | Daniel Martinez    | Guadix CF               | Mittfältare          | Kontrakt säsongen ut (tom 31 december 1998)                  | dn.se  |
| 29 juli 1998     | 18 | Peter Hallström    | Värtans IK              | Back                 | Kontrakt säsongen ut (tom 31 december 1998)                  | dn.se  |

### Spelare/tränare ut
| Datum            | Nr | Namn              | Till           | Position             | Kommentar                                      | Länk          |
| ---------------- | -- | ----------------- | -------------- | -------------------- | ---------------------------------------------- | ------------- |
| Okänt            | 22 | Alexandar Jovovic | IK Brage       | Mittfältare          |                                                |               |
| 11 november 1997 |    | Lennart Lundin    | Okänt          | Assisterande tränare |                                                | dif.se& dn.se |
| 13 november 1997 |    | Roger Lundin      | Okänt          | Tränare              | Lämnar med ett år kvar på kontraktet           | dif.se        |
| 19 november 1997 | 3  | Kaj Eskelinen     | Hammarby IF FF | Mittfältare          | Försäljning                                    | dif.se        |
| 30 november 1997 |    | Anders Grönhagen  | Okänt          | Sportchef            |                                                | dif.se        |
| 11 december 1997 | 15 | Thor-André Olsen  | Aalborg BK     | Målvakt              | Kontraktet går ut                              | dif.se        |
| 17 december 1997 | 4  | Kenneth Bergqvist | Väsby IK FK    | Back                 |                                                | dif.se        |
| 19 december 1997 | 5  | Johan Andersson   | Hammarby IF FF | Back                 | Försäljning                                    | dif.se        |
| 21 februari 1998 | 11 | Bosse Andersson   |                | Anfallare            | Slutar spela fotboll för en tjänst på kansliet | dif.se        |

### Förlängda kontrakt
| Datum            | Nr | Namn         | Position | Kommentar                            | Länk   |
| ---------------- | -- | ------------ | -------- | ------------------------------------ | ------ |
| 29 november 1997 | 5  | Stefan Alvén | Back     | 2-årskontrakt (tom 31 december 1999) | dif.se |